# GBU-39 SDB
A GBU-39 SDB é uma bomba planadora de fabricação norte-americana que se destina a prover as aeronaves militares com a capacidade de transportar um maior número de bombas. A maior parte das aeronaves da Força Aérea dos Estados Unidos será capaz de transportar um pacote de quatro SDBs no lugar de uma única bomba Mark 84.